# Avia BH-9
Die Avia BH-9 war ein tschechoslowakisches Sport- und Schulflugzeug der 1920er-Jahre.

## Entwicklung
Sie entstand als zweisitzige Weiterentwicklung der BH-5 und war wie diese ein Tiefdecker, deren Tragwerk durch zwei Streben auf beiden Seiten mit dem Rumpf verbunden war. Das Fahrwerk war starr und besaß eine durchgehende Achse. Als Antrieb diente erstmals bei der BH-Typenreihe, die bis dahin mit importierten Antrieben ausgestattet worden war, ein einheimisches Walter-Triebwerk.
Der Erstflug erfolgte 1923. Die tschechoslowakische Armee bestellte zehn Exemplare und setzte sie unter der Bezeichnung B.9 in der Militärpilotenschule Cheb zur Anfängerschulung sowie als Verbindungsflugzeug ein. Eines dieser Flugzeuge gewann 1925 den Coppa d’Italia. Ein Jahr später flog Leutnant Jira mit einer BH-9 die 1800-km-Strecke Prag–Paris–Prag mit einer Durchschnittsgeschwindigkeit von 131,2 km/h. Nachfolger war die BH-11, die sich von der BH-9 jedoch nur durch die rechteckigen statt der elliptischen Spanten im vorderen Rumpf unterschied und eine größere Reichweite aufwies.
Die letzten zwei BH-9 flogen noch 1939 bei Fliegerclubs.

## Militärische Nutzer
Tschechoslowakei
- Tschechoslowakische Luftstreitkräfte: 10 Exemplare

## Technische Daten
| Kenngröße              | Daten                                                  |
| ---------------------- | ------------------------------------------------------ |
| Konstrukteure          | Pavel Beneš / Miroslav Hajn                            |
| Baujahr                | 1923                                                   |
| Besatzung              | 2                                                      |
| Länge                  | 6,64 m                                                 |
| Spannweite             | 9,72 m                                                 |
| Höhe                   | 2,53 m                                                 |
| Flügelfläche           | 13,60 m²                                               |
| Flügelstreckung        | 6,9                                                    |
| Leermasse              | 345 kg                                                 |
| Startmasse             | 552 kg                                                 |
| Flächenbelastung       | 40,5 kg/m²                                             |
| Antrieb                | ein luftgekühlter Fünfzylinder-Sternmotor Walter NZ-60 |
| Leistung               | 44 kW (60 PS)                                          |
| Höchstgeschwindigkeit  | 158 km/h                                               |
| Reisegeschwindigkeit   | 120–125 km/h                                           |
| Mindestgeschwindigkeit | 75 km/h                                                |
| Landegeschwindigkeit   | 60 km/h                                                |
| Steigzeit              | 12,5 min auf 3000 m Höhe                               |
| Gipfelhöhe             | 4000 m                                                 |
| Reichweite             | 470 km                                                 |